# Коэнред
Коэнред (англ. Coenred; умер в 718) — король Нортумбрии в 716—718 годах из династии Идингов.

## Биография
Коэнред был сыном Кутвина из рода Огги, одного из побочных сыновей правителя Берниции Иды.
В 716 году Коэнред и младший сын Элдфрита Осрик, видя, как презирают и ненавидят Осреда I его подданные, с помощью духовенства составили против него заговор. Коэнред возглавил это восстание. Мятежники так усилились, что пошли против короля войной, на которой тот и был убит. Как главный зачинщик бунта, Коэнред занял престол после смерти короля, но сам умер на втором году правления, так и не успев сделать ничего, что могло бы запомниться.